# The Nightmare Before Christmas (soundtrack)
The Nightmare Before Christmas är filmmusiken från filmen The Nightmare Before Christmas, utgiven 1993 på Walt Disney Records. 
Filmmusiken som komponerades av den amerikanske kompositören Danny Elfman nominerades till en Golden Globe för bästa musik. 

## Låtlista
Alla låtar är skrivna och komponerade av Danny Elfman. 
| Nr  | Titel                                    | Artist(er)                                                     | Längd |
| --- | ---------------------------------------- | -------------------------------------------------------------- | ----- |
| 1.  | Overture (score)                         |                                                                | 1:48  |
| 2.  | Opening                                  | Patrick Stewart                                                | 0:57  |
| 3.  | This Is Halloween                        | The Citizens of Halloween Town                                 | 3:16  |
| 4.  | Jack's Lament                            | Danny Elfman                                                   | 3:14  |
| 5.  | Doctor Finklestein/In the Forest (score) |                                                                | 2:36  |
| 6.  | What's This?                             | Danny Elfman                                                   | 2:59  |
| 7.  | Town Meeting Song                        | Danny Elfman, Halloween Cast                                   | 2:56  |
| 8.  | Jack and Sally Montage (score)           |                                                                | 5:17  |
| 9.  | Jack's Obsession                         | Danny Elfman, Halloween Cast                                   | 2:46  |
| 10. | Kidnap the Sandy Claws                   | Paul Reubens, Catherine O'Hara, Danny Elfman                   | 3:02  |
| 11. | Making Christmas                         | Danny Elfman, The Citizens of Halloween Town                   | 3:57  |
| 12. | Nabbed (score)                           |                                                                | 3:04  |
| 13. | Oogie Boogie's Song                      | Ken Page, Ed Ivory                                             | 3:17  |
| 14. | Sally's Song                             | Catherine O'Hara                                               | 1:47  |
| 15. | Christmas Eve Montage (score)            |                                                                | 4:43  |
| 16. | Poor Jack                                | Danny Elfman                                                   | 2:31  |
| 17. | To the Rescue (score)                    |                                                                | 3:38  |
| 18. | Finale/Reprise                           | Danny Elfman, Catherine O'Hara, The Citizens of Halloween Town | 2:44  |
| 19. | Closing                                  | Patrick Stewart                                                | 1:26  |
| 20. | End Title (score)                        |                                                                | 5:05  |